# Meionomyces asteni
Meionomyces asteni är en svampart som beskrevs av Thaxt. 1931. Meionomyces asteni ingår i släktet Meionomyces och familjen Laboulbeniaceae.   Inga underarter finns listade i Catalogue of Life.